# الزريعة (قرية)

تعديل مصدري - تعديل

الزريعة هي إحدى قرى مديرية ماوية بمحافظة تعز اليمنية، بلغ تعداد سكانها 1086 نسمة حسب التعداد السكاني في اليمن في 2004.